# Witold Łokuciewski
Witold Łokuciewski (né le 2 février 1917 à Novotcherkassk - mort le 12 avril 1990 à Varsovie) est un pilote de chasse polonais, as des forces armées polonaises de la Seconde Guerre mondiale.

## Biographie
Il s'installe avec sa famille à Vilnius en 1918. Après l'obtention de son baccalauréat en 1935, il commence sa carrière militaire à l'École des cadets officiers  de la force aérienne à Dęblin. En 1938 il est affecté à la 112 escadrille de chasse (112 eskadra myśliwska). Il participe à la défense de Varsovie avec son unité et le 18 septembre 1939 il est évacué en Roumanie avec son escadrille.
Depuis le 17 mai 1940, Łokuciewski combat en France et remporte sa première victoire le 10 juin en abattant un He 111. Le 21 juin il gagne l'Angleterre et le 2 août il rejoint la 303e escadrille de chasse polonaise. Le 20 novembre 1941 il devient le commandant du Flight A  de l'escadrille.
Le 13 mars 1942 son avion est endommagé au-dessus de la France, après un atterrissage forcé, Łokuciewski est fait prisonnier. Il est envoyé au Stalag Luft III à Żagań duquel il s'évade le 15 août 1943 mais il est capturé quelques jours plus tard à Legnica. Ensuite il participe aux préparatifs de la Grande Évasion.
Il est libéré en mai 1945 et revient en Angleterre où il est à nouveau affecté à la 303e escadrille. Le 1er février 1946 il devient le commanadant de l'escadrille jusqu'à sa dissolution.
En 1947 il revient en Pologne et se fait arrêter. Ce n'est qu'en 1956 qu'il est admis à l'armée de l'air polonaise. Entre 1969 et 1971 il est attaché militaire à Londres. En 1974 il prend sa retraite.
Witold Łokuciewski totalise 8 victoires homologuées.

## Décoration
- Insigne des blessés "Odznaka za Rany i kontuzje"
- Ordre militaire de Virtuti Militari
- Ordre Polonia Restituta
- La croix de la Valeur Krzyż Walecznych - 2 fois
- Médaille de l'air "Medal Lotniczy"
- Distinguished Flying Cross - britannique
- 1939-45 Star
- Air Crew Europe Star
- Defence Medal 1939-45
- War Medal 1939-1945
- Croix de guerre 1939-1945

## Postérité
Au lycée Zamoyski à Lublin se trouve une plaque commémorative dédiée à Witold Łokuciewski.